# Мега Юрты
Мега Йорты́ имени Доната Патричи (греч. Μέγα Γιορτή) — ежегодный фестиваль греческой культуры, проходящий в Северном Приазовье.

## Организаторы фестиваля
Организаторами фестиваля с 1988 года были Донецкий областной научно-методический центр и греческие общества, а с 1995 года — Федерация греческих обществ Украины. Одним из первых инициаторов и вдохновителей фестиваля был Донат Константинович Патрича — заслуженный работник культуры, поэт, прозаик, переводчик, композитор, патриарх греческого национального движения, чьё имя фестиваль носит с 2005 года.

## Места проведения
- 1988 год — Сартана.
- 1989 год — Великая Новосёлка.
- 1990 год — Мариуполь.
- 1991 год — Мариуполь.
- 1993 год — Бугас — Сартана — Великая Новосёлка — Стыла — Урзуф — Кременёвка.
- 1995 год — Старобешево.
- 1997 год — Красная Поляна — Старобешево — Чермалык — Новоянисоль — Бугас.
- 2001 год — Кременёвка.
- 2003 год — Ялта.
- 2005 год — Старый Крым.
- 2007 год — Старомлиновка.
- 2008 год — Старомлиновка.
- 2009 год — Гранитное (Карань).
- 2011 год — Сартана.
- 2013 год — Старобешево.
- 2015 год — Урзуф.
- 2017 год — Малоянисоль.
- 2019 год - Волноваха